# 道の駅どんぶり館
道の駅どんぶり館（みちのえき どんぶりかん）は愛媛県西予市にある愛媛県道29号宇和野村線の道の駅である。正式名称は西予市物産会館 どんぶり館。

## 概要
宇和地区の物産品に関する西予市立の商業施設（物産館）である。指定管理者制度により、西予市、東宇和農業協同組合、西予市商工会、西予市森林組合、明浜漁協が出資している第三セクターの「株式会社どんぶり館」が管理・運営している。2000年4月25日に開館した。
西予市の旬の野菜や果物などがある青空市場・特産品売場があり、レストランがある。イタリアンジェラート・じゃこ天・どんぶり焼がある。

## 道の駅
2013年に「四国西予ジオパーク」として日本ジオパークネットワークから登録され、2014年4月4日に道の駅に 第41回として登録、4月25日に「道の駅 どんぶり館」と開業再スタートとなった。

### 主な施設
- 駐車場
  - 普通車：41台
  - 大型車：4台
  - 身障者用：2台
- トイレ
  - 男：13器
  - 女：9器
  - 身障者用：1器
- 公衆電話
- レストラン ※営業時間は、10:00 - 18:00
- 青空市場※営業時間は、8:00 - 18:00
- 物産品販売所※営業時間は、8:00 - 18:00
- 観光案内所※営業時間は、8:00 - 18:00

### 休館日
1月1日、1月2日

## アクセス
- 愛媛県道29号宇和野村線 - 登録路線
  - 愛媛県道45号宇和明浜線
  - 国道56号
- 松山自動車道 西予宇和IC

## 不祥事事件
2021年2月26日、どんぶり館内青空市場にて、出品者から出荷された商品の万引盗難事件が発生した。その際、出品者に対しどんぶり館側の責任者が「警察沙汰にしたくない」「おおごとにするなら、もう取り扱えない」と言い、警察への通報を拒否。出品者に対しても警察への通報断念を強いるという不祥事事件が発生し後に発覚した。事件発覚後、該当の職員は訓告処分となった。

## 周辺の施設
- 愛媛県歴史文化博物館
- 開明学校